# Québecký občanský zákoník
Québecký občanský zákoník (francouzsky Code civil du Québec, anglicky Civil Code of Quebec, zkratka CCQ) je občanský zákoník platící v kanadské provincii Québec. Účinný je od 1. ledna 1994, kdy nahradil občanský zákoník Dolní Kanady z roku 1865. Je to základní zákon regulující právní vztahy mezi jednotlivci (občanské právo) a také mezinárodní právo soukromé.
Oproti předchozímu občanského zákoníku Nové Kanady québecký občanský zákoník do québeckého práva přinesl například koncept dobré víry, možnost hypotéky na movité věci nebo jednotnou kodifikaci mezinárodního práva soukromého.

## Obsah zákona
Québecký občanský zákoník má 3168 článků. Celý zákon se dělí na 10 kapitol nazývaných knih, přičemž každá kniha se zabývá jednou oblastí.
10 knih québeckého občanského zákoníku:
1. Osoby
2. Rodinné právo
3. Dědické právo
4. Majetková práva
5. Závazkové právo
6. Přednostní pohledávky a hypotéky
7. Dokazování
8. Lhůty
9. Zápisy do veřejných registrů
10. Mezinárodní právo soukromě

## Vliv na český občanský zákoník
Québecký občanský zákoník byl důležitým inspiračním zdrojem pro český občanský zákoník z roku 2012. Celá řada institutů přímo vychází z québecké úpravy a na québecký občanský zákoník je odkazováno v důvodové zprávě. Mezi instituty z českého občanského zákoníku inspirované québeckým občanským zákoníkem patří například:
- Správa cizího majetku (svěřenský fond), v OZ § 1400 až 1474, v CCQ články 1260 až 1370.
- Prominutí dluhu, v OZ § 1995 až 1997, v CCQ články 1687 až 1692.
- Životní pojištění, v OZ § 2833 až 2836, v CCQ články 2421 a 2448